# Масерија Цакањино (Потенца)
Масерија Цакањино (итал. Masseria Zaccagnino) је насеље у Италији у округу Потенца, региону Базиликата.
Према процени из 2011. у насељу је живело 21 становника. Насеље се налази на надморској висини од 845 м.